# Puchar Anglii w piłce siatkowej mężczyzn (2011/2012)
Puchar Anglii w piłce siatkowej mężczyzn 2011/2012 (ang. Volleyball England National Cup 2011/2012) – 30. sezon rozgrywek o siatkarski Puchar Anglii odbywających się od 1982 roku. Zainaugurowane zostały 15 października 2011 roku i trwały do 29 kwietnia 2012 roku. Brały w nich udział kluby z National Super 8s, Division 1, Division 2 i Division 3.
Rozgrywki składały się z trzech rund wstępnych, ćwierćfinałów, półfinałów i finału. W 1. rundzie rywalizowały ze sobą drużyny nie grające w National Super 8s. Drużyny z National Super 8s dołączyły do rozgrywek w 2. rundzie.
Finał odbył się 28 kwietnia 2012 roku w National Volleyball Centre w Kettering. Puchar Anglii zdobył klub Leeds Carnegie.

## Drużyny uczestniczące
| National Super 8s 8 drużyn | National Super 8s 8 drużyn | Division 1 10 drużyn | Division 1 10 drużyn | Division 2 9 drużyn     | Division 2 9 drużyn |
| -------------------------- | -------------------------- | -------------------- | -------------------- | ----------------------- | ------------------- |
| Coventry & Warwick Riga    | ćwierćfinał                | Boathouse Dewsbury   | 2. runda             | Danes Watford           | 2. runda            |
| Leeds Carnegie             | zwycięstwo                 | Brentwood Estonians  | 3. runda             | Guildford International | 2. runda            |
| London Lynx                | półfinał                   | Cambridge            | 2. runda             | Loughborough Students   | 1. runda            |
| London Polonia             | finał                      | London Docklands     | 2. runda             | Newcastle Staffs 2      | 2. runda            |
| Malory Eagles              | ćwierćfinał                | London Knights LSVC  | ćwierćfinał          | Nottingham Rockets      | 2. runda            |
| Sheffield                  | 3. runda                   | London Lynx 2        | 2. runda             | SGTV Solent 2           | 2. runda            |
| Team Northumbria           | półfinał                   | Newcastle Staffs     | 3. runda             | Sussex Dolphins         | 1. runda            |
| University of Birmingham   | ćwierćfinał                | Richmond Volleyball  | 2. runda             | Team Northumbria 2      | 3. runda            |
|                            |                            | SGTV Solent          | 3. runda             | Wessex                  | 2. runda            |
| Tendring                   | 2. runda                   |                      |                      |                         |                     |

| Division 3 7 drużyn | Division 3 7 drużyn | Pozostałe 8 drużyn       | Pozostałe 8 drużyn |
| ------------------- | ------------------- | ------------------------ | ------------------ |
| Dartford Men        | 2. runda            | Barnsley                 | 2. runda           |
| Haughton Darlington | 1. runda            | Flaming Six Aces         | 3. runda           |
| Horndean VC         | 3. runda            | Flaming Six Blackjacks   | 1. runda           |
| Loughborough Lions  | 2. runda            | Harrogate VC             | 1. runda           |
| Newmarket VC        | 1. runda            | Marske Phoenix Men       | 1. runda           |
| Northampton Sparks  | 1. runda            | Sheffield YP             | 2. runda           |
| York VC             | 1. runda            | Stowmarket               | 1. runda           |
|                     |                     | University of Manchester | 3. runda           |

## 1. runda
| Data       | Drużyna 1                |     | Drużyna 2              | Sety                         |
| ---------- | ------------------------ | --- | ---------------------- | ---------------------------- |
| 15.10.2011 | Boathouse Dewsbury       | 3:0 | Haughton Darlington    | (25:14, 25:20, 25:21)        |
| 15.10.2011 | Barnsley                 | 3:1 | Loughborough Students  | (25:20, 18:25, 25:22, 25:13) |
| 15.10.2011 | University of Manchester | 3:0 | York VC                | (25:14, 25:8, 25:12)         |
| 15.10.2011 | Harrogate VC             | 1:3 | Nottingham Rockets     | (15:25, 21:25, 25:22, 19:25) |
| 15.10.2011 | Marske Phoenix Men       | 0:3 | Loughborough Lions     | (16:25, 17:25, 19:25)        |
| 15.10.2011 | Northampton Sparks       | 1:3 | Sheffield YP           | (20:25, 21:25, 25:14, 26:28) |
| 15.10.2011 | Richmond Volleyball      | 3:0 | Stowmarket             | (25:22, 25:17, 25:22)        |
| 15.10.2011 | London Docklands         | 3:0 | Sussex Dolphins        | (25:16, 25:22, 25:13)        |
| 16.10.2011 | Flaming Six Aces         | 3:0 | Newmarket VC           | (25:17, 25:17, 25:20)        |
| 15.10.2011 | Brentwood Estonians      | 3:0 | Flaming Six Blackjacks | (25:11, 25:15, 25:22)        |

## 2. runda
| Data       | Drużyna 1                |     | Drużyna 2                | Sety                                |
| ---------- | ------------------------ | --- | ------------------------ | ----------------------------------- |
| 05.11.2011 | Boathouse Dewsbury       | 1:3 | Leeds Carnegie           | (21:25, 13:25, 25:22, 13:25)        |
| 05.11.2011 | Newcastle Staffs         | 3:0 | Barnsley                 | (25:6, 25:7, 25:9)                  |
| 05.11.2011 | University of Manchester | 3:1 | Newcastle Staffs 2       | (25:22, 25:16, 23:25, 25:21)        |
| 05.11.2011 | Coventry & Warwick Riga  | 3:1 | Nottingham Rockets       | (25:22, 28:26, 18:25, 26:24)        |
| 05.11.2011 | Loughborough Lions       | 0:3 | Team Northumbria         | (20:25, 8:25, 16:25)                |
| 05.11.2011 | Team Northumbria 2       | 3:0 | Sheffield YP             | (25:22, 25:13, 25:23)               |
| 05.11.2011 | Horndean VC              | 3:0 | London Lynx 2            | (25:14, 25:11, 25:21)               |
| 05.11.2011 | Malory Eagles            | 3:0 | Wessex                   | (25:12, 25:16, 25:16)               |
| 26.11.2011 | Richmond Volleyball      | 0:3 | Sheffield                | (15:25, 18:25, 20:25)               |
| 13.11.2011 | London Docklands         | 1:3 | London Knights LSVC      | (21:25, 24:26, 25:23, 23:25)        |
| 05.11.2011 | Flaming Six Aces         | 3:2 | Cambridge                | (25:18, 25:23, 19:25, 20:25, 15:13) |
| 05.11.2011 | London Lynx              | 3:0 | Tendring                 | (25:19, 25:19, 25:16)               |
| 05.11.2011 | Guildford International  | 0:3 | University of Birmingham | (21:25, 20:25, 23:25)               |
| 05.11.2011 | Brentwood Estonians      | 3:0 | SGTV Solent 2            | (25:0, 25:0, 25:0)                  |
| 06.11.2011 | Dartford Men             | 0:3 | SGTV Solent              | (16:25, 19:25, 22:25)               |
| 05.11.2011 | London Polonia           | 3:0 | Danes Watford            | (25:14, 25:12, 25:20)               |

## 3. runda
| Data       | Drużyna 1                |     | Drużyna 2               | Sety                                |
| ---------- | ------------------------ | --- | ----------------------- | ----------------------------------- |
| 26.11.2011 | Leeds Carnegie           | 3:0 | Newcastle Staffs        | (26:24, 25:13, 25:19)               |
| 26.11.2011 | University of Manchester | 0:3 | Coventry & Warwick Riga | (14:25, 18:25, 21:25)               |
| 01.12.2011 | Team Northumbria         | 3:0 | Team Northumbria 2      | (25:23, 25:13, 25:18)               |
| 26.11.2011 | Horndean VC              | 0:3 | Malory Eagles           | (19:25, 13:25, 10:25)               |
| 04.02.2012 | Sheffield                | 2:3 | London Knights LSVC     | (20:25, 25:20, 26:24, 24:26, 12:15) |
| 27.11.2011 | Flaming Six Aces         | 0:3 | London Lynx             | (22:25, 21:25, 19:25)               |
| 26.11.2011 | University of Birmingham | 3:2 | Brentwood Estonians     | (25:21, 15:25, 25:18, 21:25, 15:13) |
| 26.11.2011 | SGTV Solent              | 0:3 | London Polonia          | (21:25, 20:25, 23:25)               |

## Ćwierćfinały
| Data       | Drużyna 1                |     | Drużyna 2               | Sety                               |
| ---------- | ------------------------ | --- | ----------------------- | ---------------------------------- |
| 04.02.2012 | Leeds Carnegie           | 3:0 | Coventry & Warwick Riga | (25:12, 25:18, 25:20)              |
| 04.02.2012 | Team Northumbria         | 3:0 | Malory Eagles           | (25:21, 25:19, 25:21)              |
| 05.02.2012 | London Knights LSVC      | 0:3 | London Lynx             | (20:25, 17:25, 18:25)              |
| 04.02.2012 | University of Birmingham | 2:3 | London Polonia          | (16:25, 10:25, 25:23, 25:19, 9:15) |

## Półfinały
| Data       | Drużyna 1      |     | Drużyna 2        | Sety                         |
| ---------- | -------------- | --- | ---------------- | ---------------------------- |
| 26.02.2012 | Leeds Carnegie | 3:1 | Team Northumbria | (25:11, 25:15, 20:25, 25:22) |
| 26.02.2012 | London Lynx    | 1:3 | London Polonia   | (19:25, 22:25, 25:13, 21:25) |

## Finał
| Data       | Drużyna 1      |     | Drużyna 2      | Sety                               |
| ---------- | -------------- | --- | -------------- | ---------------------------------- |
| 28.04.2012 | Leeds Carnegie | 3:2 | London Polonia | (25:22, 25:21, 21:25, 22:25, 15:7) |

## Klasyfikacja końcowa
| Miejsce | Drużyna                  |
| ------- | ------------------------ |
| 1       | Leeds Carnegie           |
| 2       | London Polonia           |
| 3-4     | London Lynx              |
| 3-4     | Team Northumbria         |
| 5-8     | Coventry & Warwick Riga  |
| 5-8     | London Knights LSVC      |
| 5-8     | Malory Eagles            |
| 5-8     | University of Birmingham |
| 9-16    | Brentwood Estonians      |
| 9-16    | Flaming Six Aces         |
| 9-16    | Horndean VC              |
| 9-16    | Newcastle Staffs         |
| 9-16    | SGTV Solent              |
| 9-16    | Sheffield                |
| 9-16    | Team Northumbria 2       |
| 9-16    | University of Manchester |